# أونوريه الرابع
أونوريه الرابع هو سياسي فرنسي، ولد في 17 مايو 1758 في باريس في فرنسا، وتوفي بنفس المكان في 16 فبراير 1819. انتخب Pair of France ‏.